# Acuñación ptolemaica

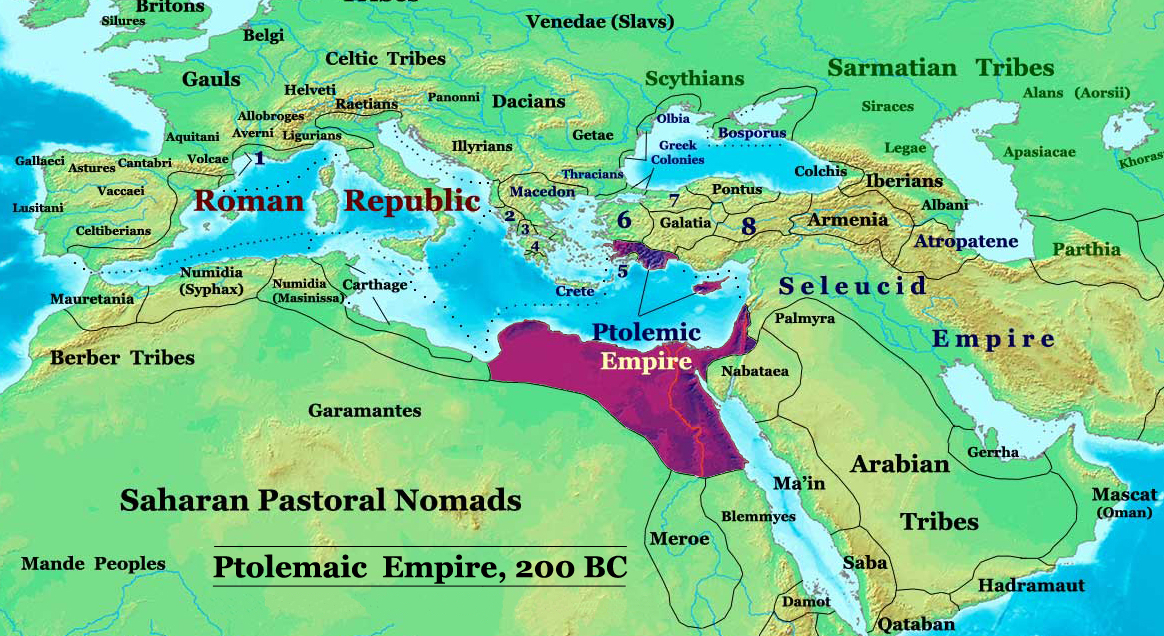
Dominios ptolemaicos en el 200 a. C.

La acuñación en el reino ptolemaico estuvo en uso durante la última dinastía de Egipto y, brevemente, durante el dominio romano de Egipto.
La moneda ptolemaica se acuñaba con peso fenicio, también conocido como peso ptolemaico (alrededor de 14.20 g). Este estándar, que no se usaba en ningún otro lugar del mundo helénico, era más pequeño que el peso ático dominante. Como resultado, las monedas ptolemaicas eran más pequeñas que el resto de monedas helenísticas. En lo referido al arte, las monedas, que estaban hechas de plata, seguían el ejemplo de las monedas griegas de su época, con retratos de figuras dinásticas. El proceso de acuñación ptolemaico solía resultar en una depresión central, similar a la que se encuentra en las monedas seléucidas.
La dinastía ptolemaica introdujo la acuñación en Egipto, donde las anteriores dinastías nativas no utilizaban monedas. La primera ceca ptolemaica estaba en Menfis, y posteriormente se trasladó a Alejandría. Tras conseguir monetizar a la sociedad egipcia, principalmente debido a los esfuerzos del rey Ptolomeo II Filadelfo, el reino ptolemaico floreció. Durante la mayor parte de su historia, el reino aplicó enérgicamente una política de moneda única, confiscando las monedas extranjeras encontradas en su territorio y forzando a sus dominios a adoptar la moneda ptolemaica. En los raros casos en los que a estos dominios se les permitía tener su propia moneda, como a la comunidad judía en Palestina, tenían que respetar aun así el peso ptolemaico. Estas políticas, junto con la inflación y la creciente dificultad para obtener plata, causaron el aislamiento monetario de la moneda ptolemaica.
Tras la anexión de Egipto en el Imperio Romano y la caída de la dinastía ptolemaica, su moneda aún permaneció en circulación. Esto fue así hasta el gobierno del emperador Nerón. La plata de las monedas se reutilizó para acuñar tetradracmas romanos. Los denarios y los áureos no circularon en el antiguo reino ptolemaico, por lo que el aislamiento monetario de Egipto continuó.

## Diseño y simbolismo

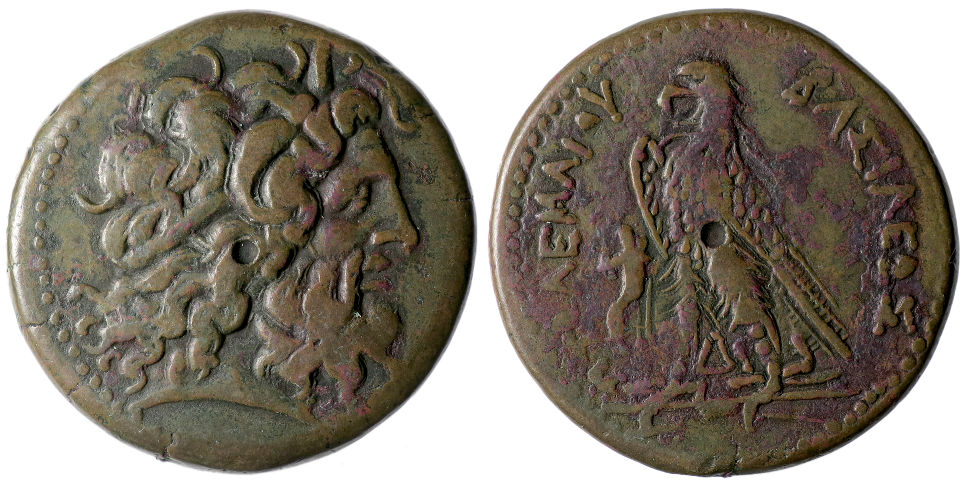
Moneda de bronce de Ptolomeo V Epífanes. La depresión en el centro de la moneda se puede apreciar claramente tanto en el anverso como en el reverso de la misma. El reverso muestra un símbolo ptolemaico común, el águila sobre un rayo.

El reino ptolemaico usó el peso fenicio en lugar del más común peso ático. El peso fenicio, también conocido como peso ptolemaico, es de alrededor de 14.20 gramos. El más común peso ático de otros estados helenísticos pesa aproximadamente 17.26 gramos. La moneda ptolemaica se acuñaba en un estándar diferente, y el reino se esforzó en obtener un control real total de la moneda en circulación. Las monedas de bronce más grandes pesaban hasta 100 gramos.
Artísticamente, la moneda ptolemaica siguió de cerca a sus monedas griegas contemporáneas. Un símbolo común de la dinastía ptolemaica es un águila sobre un rayo, adoptado por primera vez por Ptolomeo I Sóter. Las monedas ptolemaicas más peculiares incluyen los llamados «asuntos dinásticos». Ptolomeo II Filadelfo se casó con su hermana Arsínoe II, posiblemente para ganar legitimidad a los ojos de la población egipcia local. Los gobernantes egipcios se habían casado tradicionalmente con sus hermanas para simbolizar una conexión con la unión sagrada entre las deidades Osiris e Isis. Tras la muerte de Arsínoe II se acuñó una moneda similar a una medalla con un retrato de Ptolomeo II y Arsínoe II en un lado, y uno de Ptolomeo I y Berenice I en el otro. Tuvo una influencia póstuma en la vida religiosa egipcia, y la dinastía griega gobernante fue deificada.
En el proceso de acuñación, existían similitudes con la moneda seléucida. Por ejemplo, las monedas ptolemaicas solían tener una depresión central del proceso de acuñación.

## Cecas
La primera ceca ptolemaica estaba en Menfis. Más tarde se trasladó a Alejandría.
Tiro era la ciudad costera más importante de las cinco ciudades ptolemaicas con una ceca en Siria. Tras la conquista de Celesiria por parte del reino seléucida liderado por Antíoco III el Grande, a Ptolemaida en Fenicia (Acre) aún se le permitió acuñar monedas usando el peso fenicio. La ceca permaneció muy prolífica, siendo una de las más activas en el reino seléuida. Es probable que la ciudad acuñara monedas de plata sin interrupción tras cambiar de manos, ya que fue una ciudad muy importante en Fenicia. Sin embargo, los seléucidas cerraron la meca ptolemaica de Jaffa.
En Grecia, la moneda ptolemaica era originaria principalmente del Peloponeso y Eubea. Corinto no acuñó moneda ptolemaica durante su breve subordinación al reino.
Chipre tuvo muchas cecas importantes, y la isla acuñó grandes cantidades de moneda ptolemaica del 200 a. C. al 80 a. C. Chipre también era más rica en plata que Egipto. En el segundo siglo antes de Cristo, la mayor parte de la moneda chipriota era fácilmente reconocible y datable porque incluía abreviaturas para las cecas y fechas tanto para monedas de oro como de plata. Las cecas chipriotas de este periodo incluyen Salamina (abr. ΣA), Citio (abr. KI) y Pafos (abr. Π, y más tarde como ΠA). Mientras, en Creta no había ninguna moneda real en uso y las ciudades cretenses tenían una fuerte autonomía para acuñar sus propias monedas.
No hay evidencia de que existieran cecas ptolemaicas en Asia Menor. Además, regiones como Cilicia y Licia no tenían cecas autónomas acuñando moneda local. Parece que había poca circulación de moneda ptolemaica en Caria, Licia, Panfilia y Cilicia. La moneda de plata pánfila local dejó de producirse bajo control ptolemaico. Es probable que la gente en el sur de Asia Menor simplemente no tuvieran el hábito de usar monedas en las transacciones económicas del día a día.

## Historia

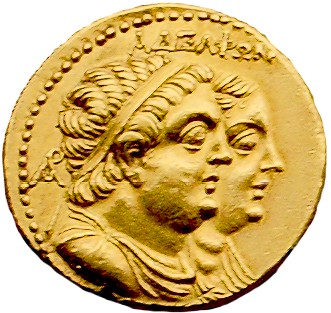
Ptolomeo II Filadelfo (delante) y su hermana y esposa Arsínoe II.

### Antecedentes
La plata era más escasa que el oro en Egipto, y la proporción exacta entre sus valores no está clara. Sin embargo, la plata probablemente se importaba en barco en cantidades significativas desde el extranjero. Además, el Chipre ptolemaico producía algo de plata para la acuñación local.
No se utilizó moneda en Egipto durante las dinastías nativas preptolemaicas. Se ha deducido de los descubrimientos de moneda extranjera antigua en Egipto que esta se utilizaba como lingotes en lugar de como moneda durante las dinastías antiguas. Durante el gobierno ptolemaico, Egipto se transformó de una sociedad ampliamente sin moneda a una monetizada a lo largo del tercer siglo antes de Cristo. El rey Ptolomeo II Filadelfo tuvo una importante influencia en el proceso. El gobierno griego monetizó los impuestos egipcios, y esta fue una de las razones clave del éxito del estado ptolemaico. Antes del periodo ptolemaico, metales como el cobre, así como el grano, se usaban como medios de intercambio. El reinado ptolemaico trajo, además de la moneda, bancos y recaudación de impuestos al país. Sin embargo, incluso siglos antes, el creciente comercio con Grecia había fortalecido el proceso de monetización. La fundación de la colonia comercial griega de Náucratis había coincidido con el fortalecimiento de las relaciones comerciales.

### Aislamiento monetario
El reino ptolemaico no usó el peso ático, o estándar ático, que era muy común en otros estados helenísticos como el imperio seléucida. En su lugar, el reino ptolemaico usó el peso fenicio, que era más pequeño que el peso ático. En consecuencia, la moneda ptolemaica era más pequeña que las monedas usadas por otros estados helenísticos.
Durante la mayor parte de la historia del reino ptolemaico, existió la política de que todas las monedas extranjeras en Egipto debían ser confiscadas por el estado y sustituidas por moneda ptolemaica. Se pueden encontrar paralelismos entre Atenas y el reino ptolemaico, ya que Atenas también intentó introducir una moneda única en su imperio. El reino ptolemaico forzó su propio sistema monetario a sus dominios en el extranjero. En algunos casos, a las ciudades bajo dominio ptolemaico se les permitió mantener su moneda local, aunque eran forzadas a convertirla al peso fenicio. Una de esas excepciones fue la comunidad judía en Palestina, a la que permitió acuñar monedas con el nombre de sus magistrados. Sin embargo, la moneda judía local desapareció de forma efectiva en el siglo tercero. En comparación, el vecino reino seléucida era menos estricto a la hora de imponer control real sobre las cecas.
Durante el reinado de Ptolomeo I Sóter, el fundador del reino, se permitían diversas monedas locales. Pueden incluso haber sido alentadas. La fecha exacta de eliminación de las monedas no ptolemaicas varía por región. Durante el mismo reinado de Ptolomeo I se empezó a formar la naturaleza cerrada del sistema monetario ptolemaico. En Egipto y Siria, Ptolomeo I eliminó la moneda local, que tenía en ella la efigie de Alejandro Magno, tras asegurarse en el poder. Esta moneda mostrando a Alejandro Magno era muy común en los estados sucesores del imperio macedonio. La moneda chipriota fue eliminada cuando desaparecieron las monarquías locales. En Cirene llevó aún más tiempo eliminar la moneda local. En Creta nunca se llegó a suprimir. La uniformidad de la moneda se llevó a cabo de forma flexible, incluso oportunista.
Al hacerse cada vez más difícil obtener plata en el reino ptolemaico, la moneda de bronce reemplazó en gran medida la plata en Egipto. Además, aumentó el aislamiento monetario por otros factor, como la considerable inflación y el uso de un estándar único para reemplazar el peso ático.

### Era romana

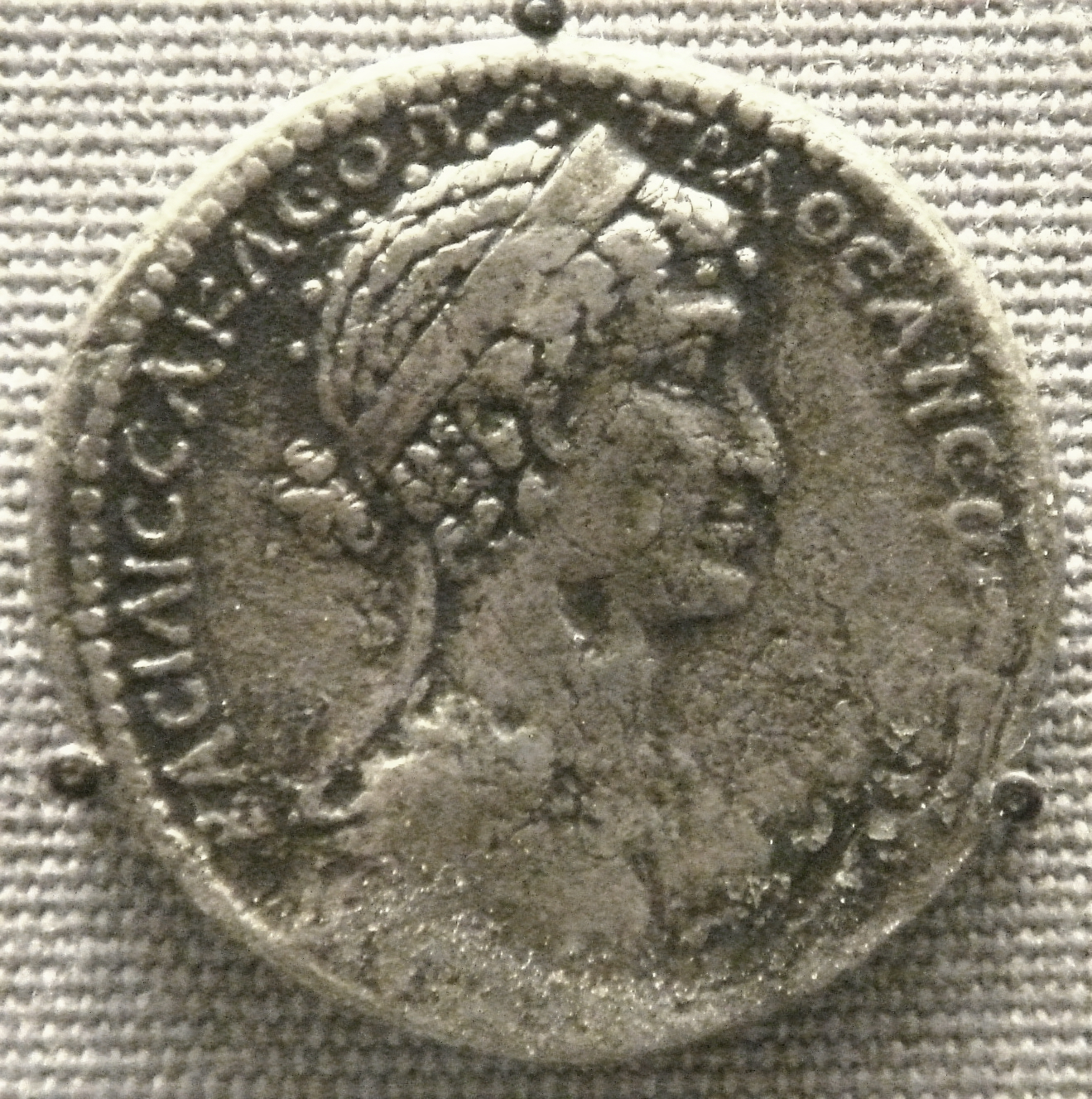
Tetradracma de Cleopatra VII Filopátor, la última gobernante del reino ptolemaico

Tras la caída del reino ptolemaico, y su anexión en el creciente imperio romano, la moneda de plata acuñada por la dinastía ptolemaica continuó circulando hasta prácticamente desaparecer en tiempos de Nerón. Se supone que para esa época, en la primera mitad del siglo I, la moneda de plata ptolemaica probablemente se había reciclado para acuñar una moneda nueva, los tetradracmas romanos, acuñados en cecas gestionadas por los romanos. El Egipto romano permaneció monetariamente como un sistema cerrado, como había sido con la dinastía ptolemaica. Los denarios y áureos romanos no circularon en la provincia romana de Egipto.